# Витишко, Евгений Геннадиевич
Евге́ний Генна́диевич Вити́шко (3 июля 1973 года, Славянск-на-Кубани, Краснодарский край, СССР) — российский общественный и политический деятель, политзаключённый, активист «Экологической вахты по Северному Кавказу» и бывший член совета этой организации. В 2016 году — кандидат в депутаты Государственной Думы от партии «Яблоко».
Стал широко известен в связи с так называемым «делом о порче забора» на даче губернатора Краснодарского края Александра Ткачёва в Голубой бухте, в рамках которого в июне 2012 года Витишко был осуждён на три года условно. 20 декабря 2013 года условный срок был заменён тремя годами заключения в колонии. 12 февраля 2014 года Краснодарский краевой суд оставил это решение в силе. С марта 2014 по декабрь 2015 года отбывал заключение в колонии-поселении № 2 в Тамбовской области.

## Учёба, работа, бизнес
Детство прошло в городе Славянск-на-Кубани в Краснодарском крае. Учился в средней школе № 3 Славянска-на-Кубани. После окончания средней школы поступил в Ухтинский индустриальный институт (город Ухта, Республика Коми), который окончил в 1996 году по специальности горный инженер-геолог.
В 1997 году вернулся в Славянск-на-Кубани. Работал в редакциях районных газет «Солнечный дом» и «Слово казака».
В 1999 году переехал в город Туапсе (Краснодарский край). Работал руководителем группы организации активного отдыха пансионата «Геолог Ямала».
В 2001—2005 гг. работал в муниципальном унитарном предприятии «Черноморские курорты», сначала руководителем сектора туризма и экскурсий, затем заместителем директора и и. о. директора.
В 2005 году работал директором туристической фирмы «Крост».
В 2006—2007 гг. работал в Управлении по обеспечению градостроительной деятельности в Туапсинском районе Департамента архитектуры и градостроительства Администрации Краснодарского края. После публикации в районной оппозиционной газете «Альтернатива» критической статьи о негативных последствиях изменения статуса города Туапсе на городское поселение, вследствие оказанного на него давления был вынужден уйти с этой работы.
В 2007—2009 гг. работал в ФГУП «Туапсеберегозащита» в должности главного геолога.
В 2009 году становится соучредителем и генеральным директором ООО «Черноморское управление берегозащитных и противооползневых работ». С 2011 года работал на этом предприятии главным геологом.

## Общественная деятельность
С 2005 года принимает активное участие в общественной природоохранной и научной деятельности.
С 2006 года является председателем Туапсинской общественной организации «Туапсинский общественный экологический совет».
С 2008 года является председателем Туапсинской общественной организации учёных «Туапсинский общественный университет», ведущей научно-просветительскую работу в городе Туапсе. В рамках деятельности этой общественной организации является одним из организаторов регулярно проводящихся международных научных конференций «Вулканизм, биосфера и экологические проблемы».
С 2009 года член общественной организации «Экологическая вахта по Северному Кавказу». С 2010 года — член Совета этой организации.
Осуществляет активную работу по защите Туапсинского района и в целом российского Черноморского побережья от негативных последствий экологически опасной хозяйственной деятельности. Выступает против размещения и расширения в городе Туапсе опасных промышленных предприятий и транспортных объектов в ущерб курортной отрасли, ценой дальнейшего ухудшения и без того катастрофического состояния окружающей среды города. Считает одной из главных причин критической экологической ситуации в Туапсе комплекс проблем, порождённых деятельностью предприятий туапсинского нефтяного комплекса, принадлежащих компании «Роснефть». В 2005 году был одним из инициаторов съёмки сюжета для сатирического киножурнала «Фитиль», посвящённого проблеме образовавшейся под городом Туапсе в результате протечек нефти при деятельности объектов нефтекомплекса крупномасштабной «нефтяной линзы». В результате выхода сюжета в «Фитиле» «Роснефть» была вынуждена принять меры по ликвидации «нефтяной линзы». Регулярно вскрывает факты различных природоохранных нарушений со стороны дочерних компаний «Роснефти» в Туапсе. Активно выступает против расширения Туапсинского нефтеперерабатывающего завода, расположенного в самом центре курортного города рядом с жилой зоной. Витишко активно выступает против планов компании «Роснефть» начать добычу нефти на шельфе Чёрного моря на структурах «Туапсинский прогиб» и «Вал Шатского». Ведёт борьбу с незаконным размещением опасных отходов и загрязнённого нефтью грунта на Туапсинской городской свалке, расположенной на мысе Кадош. Совместно с правоохранительными органами участвует в борьбе с расхищением песчано-гравийных наносов на реках Туапсинского района — Туапсе, Шепси, Ту, Кабак. В 2013 году принял участие в кампании по прекращению крупномасштабной незаконной добычи гравия в реке Пшиш.
В течение многих лет выступал против размещения, строительства и эксплуатации в центре Туапсе Туапсинского балкерного терминала по перевалке минеральных удобрений, принадлежащего компании «Еврохим». Был одним из организаторов кампании протеста против запуска в эксплуатацию Туапсинского балкерного терминала, выразившейся в серии массовых публичных акций в Туапсе. Широкую огласку получила морская акция протеста против запуска этого терминала, которую Евгений Витишко провёл 30 октября 2011 года вместе с лидером «Движения в защиту Химкинского леса» Евгенией Чириковой.
В 2012 году принял активное участие в ликвидации последствий и общественном расследовании причин катастрофического наводнения в Крымском районе. Также занимался выяснением причин катастрофического наводнения в посёлке Новомихайловском в августе 2012 года. Витишко высказал мнение, что наводнение в значительной степени вызвано тем, что было засыпано старое устье реки Нечепсухо и на этом месте построена частная гостиница.
В 2013 году в рамках общественного контроля за подготовкой к Олимпийским играм 2014 года активно участвовал в разрешении различных острых экологических проблем на территории города-курорта Сочи. Помогал жителям Лазаревского района в проведении общественной кампании против добычи гравия компанией «ЖД Строй Сервис» в нижней части долины реки Шахе. В результате этой общественной кампании крупномасштабную добычу гравия на Шахе удалось остановить. Участвовал в борьбе общественности с многочисленными незаконными свалками отходов на территории олимпийского Сочи. Принимает активное участие в борьбе против попытки упразднения Министерством природных ресурсов Краснодарского края большого количества памятников природы на территории Сочи. Вместе с другими активистами «Экологической вахты по Северному Кавказу» осуществлял общественный контроль за строительством дороги к курорту «Лунная Поляна» в долине реки Шахе. Выступает с острой критикой проекта проведения Олимпийских игр-2014 в городе Сочи.
С 2012 года Витишко является членом Общественного совета при Управлении Федеральной службы по надзору в сфере природопользования (Росприроднадзора) по Краснодарскому краю и Республике Адыгея.
В апреле 2016 года без объяснения был удалён из списка членов совета «Экологической вахты по Северному Кавказу». «Нас там нет. Вчера утром были, но я вышел сам, а Витишко странным образом исчез», — прокомментировал 10 апреля эколог Сурен Газарян.
На президентских выборах 2018 года стал доверенным лицом Григория Явлинского.

## Политическая деятельность
В 2010 году вступил в партию «ЯБЛОКО», был избран председателем местного отделения этой партии в Туапсинском районе Краснодарского края.
В 2011 году выдвигался кандидатом в депутаты Государственной Думы РФ от партии «ЯБЛОКО».
В 2012 году выдвигался кандидатом в депутаты на выборах в Законодательное собрание Краснодарского края от партии "ЯБЛОКО«. Являлся третьим номером в краевом списке кандидатов от избирательного объединения „ЯБЛОКО“ — Объединённые демократы» Краснодарского края". Так как «ЯБЛОКО» — Объединённые демократы" Краснодарского края" не смогли на выборах преодолеть семипроцентный барьер, депутатом избран не был.
Осенью 2012 года был выдвинут кандидатом от Краснодарского регионального отделения партии «ЯБЛОКО» на выборах главы Крымского района Краснодарского края. К участию в выборах не был допущен, снят с выборов решением Крымского районного суда.
В декабре 2012 года ввиду разногласий с региональным руководством партии Евгений Витишко вышел из «ЯБЛОКА»:
Из «Яблока» я ушёл по двум причинам: во-первых, я решил, что в качестве общественного активиста я буду более полезен населению, нежели в качестве члена политической партии. <..> Во-вторых, у меня были существенные разногласия с региональным руководством партии во время выборов в ЗСК. Я считал и считаю, что предвыборный штаб неправильно организовал нашу избирательную кампанию. В частности, не была проведена должная разъяснительная работа с населением по поводу того, за что были осуждены два первых номера в списке «Яблока» – я и Сурен Газарян.
Летом 2013 года был зарегистрирован в качестве кандидата от партии «ЯБЛОКО» на пост главы города Туапсе. Решением Туапсинского городского суда был снят с выборов.
В 2016 году на выборах в Государственную Думу возглавил региональный список партии «ЯБЛОКО» по территориальной группе, включающей Крым, Краснодарский край и Севастополь, выдвинут также кандидатом по Туапсинскому одномандатному округу.
На региональной конференции 16 июля 2017 года, в преддверии осенних выборов в законодательное региональное собрание, Евгений Витишко был избран председателем краснодарского регионального отделения партии "ЯБЛОКО". Однако предыдущий председатель Владимир Рыжаев, который в марте 2017 года заявил о своём выходе из партии, провёл альтернативную конференцию и выдвинул собственный список на выборы. Несмотря на то, что руководство федерального аппарата заявило о своей поддержке Витишко, им не было предпринято своевременных шагов по информированию о сложившейся ситуации краснодарского Министерства юстиции. Это, а также некоторые процедурные нарушения позволили Минюсту не признавать избрание Витишко и снять оба списка с выборов. В крае сложилась странная ситуация с существованием двух параллельных отделений партии.

## Уголовное дело о «порче забора» на «даче Ткачёва»
Широкую известность получили факты арестов и судебного преследования в связи с участием Евгения Витишко в общественной кампании против захвата участка лесного фонда и береговой полосы под летнюю резиденцию губернатора Кубани Александра Ткачёва в Голубой бухте, расположенной в Туапсинском районе на Черноморском побережье вблизи посёлка Джубга. За участие в феврале 2011 года в акции-пикнике на «даче Ткачёва», Евгений вместе с тремя другими активистами Экологической вахты по Северному Кавказу был задержан и подвергнут аресту на 10 суток по обвинению в «неподчинении законным требованиям сотрудников полиции».
13 ноября 2011 года вместе с группой гражданских активистов Евгений Витишко принял участие в общественной инспекции «дачи Ткачёва». В ходе этой инспекции на забор, незаконно установленный вокруг этой дачи, были нанесены надписи «Саня — вор!», «Лес — общий!», «Ткачёв уходи, жулик и вор!» и т. п. Вскоре, в декабре 2011 года, в отношении Витишко и ещё одного активиста «Экологической вахты по Северному Кавказу» Сурена Газаряна было возбуждено уголовное делю о так называемой «порче забора» по статье 167 Уголовного кодекса РФ. В мае 2012 года в Туапсе начался судебный процесс, в котором Газарян и Витишко выступили в качестве обвиняемых. Несмотря на, по мнению некоторых правозащитников [кого?], очевидную абсурдность обвинения и широкую общественную кампанию в защиту Газаряна и Витишко, 20 июня 2012 года судья Галина Авджи приговорила их к трём годам условного заключения с двухлетним испытательным сроком. При этом приговором на них был наложен режим ограничений, в соответствии с которыми осуждённые в течение испытательного срока не имеют права менять место жительство без уведомления уголовно-исполнительной инспекции и обязаны находиться по месту жительства в период с 24 часов до 6 часов. Союз солидарности с политзаключёнными признал Витишко и Газаряна «лицами, преследуемыми по политическим мотивам».
Режим ограничений, наложенный на Витишко приговором, стал основанием для создания препятствий в осуществлении им общественной и политической деятельности. В декабре 2012 года режим ограничений решением суда был ужесточён, Витишко запретили выезжать за пределы Туапсинского района без уведомления Уголовно-исполнительной инспекции и обязали два раза в месяц в неё являться. После этого в адрес Витишко было сделано ещё несколько предупреждений о нарушении режима ограничений. За ним была установлена постоянная слежка, его телефоны прослушивались спецслужбами. В связи с этим в защиту Витишко выступила международная правозащитная организация Human Rights Watch.
Вынесение в ноябре 2013 года Уголовно-исполнительной инспекцией УФСИН по Краснодарскому краю очередного предупреждения в адрес Евгения Витишко обернулось тем, что Туапсинский филиал этой инспекции направил в суд представление с требованием о замене Евгению Витишко условного срока на реальный. Суд был назначен на 28 ноября 2013 года, но перенесён на 19 декабря 2013 года. В связи с тем, что заместитель председателя Верховного суда РФ принял решение о пересмотре дела и возвращении дела о «порче забора» на рассмотрение президиума Краснодарского краевого суда, имелся шанс на то, что приговор в отношении Газаряна и Витишко будет отменён. Однако этого не случилось. Суд под председательством Александра Чернова — председателя Краснодарского краевого суда — отказал в пересмотре дела. 19-20 декабря 2013 года в Туапсе состоялся суд над Витишко. В результате рассмотрения дела, судья Туапсинского городского суда Игорь Милинчук вынес решение о замене в отношении Витишко условного наказания на три года заключения в колонии-поселении за «систематическое нарушение режима ограничений». Это решение было оспорено в апелляционной инстанции, жалоба была рассмотрена 12 февраля 2014 года Краснодарским краевым судом, который отказал в её удовлетворении, после чего решение о заключении Витишко на три года в колонию вступило в силу.

## Заключение в колонии
В марте 2014 года Витишко доставили сначала в СИЗО в городе Тамбове, а оттуда в колонию-поселение № 2, расположенную в посёлке Садовый Тамбовской области. В связи с тем, что он начал в колонии заниматься защитой прав заключённых, у администрации колонии к нему сложилось негативное отношение. По этой причине в 2014 году с июня по сентябрь на Витишко было наложено 7 взысканий и один раз он был помещён в штрафной изолятор. В феврале 2015 года по истечении одной трети срока заключения, Витишко подал ходатайство об условно-досрочном освобождении.
15 апреля 2015 года судья Кирсановского районного суда Тамбовской области Юрий Лосев отклонил ходатайство. Причинами в частности было названо то, что Витишко «халатно отнёсся к исполнению своих обязанностей по прополке помидоров» и отдал свою кофту другому заключённому, которому было холодно.
1 октября 2015 года на заседании Совета по правам человека при президенте Владимир Путин дал поручение Генпрокуратуре проверить обстоятельства дела эколога Витишко.
8 октября 2015 года Тамбовский областной суд отменил решение Кирсановского суда об отказе в амнистии для Витишко и направил на рассмотрение в новом составе, вторая жалоба защиты Витишко, в которой оспаривался отказ в смягчении наказания- применения ограничения свободы вместо колонии-поселения, также была удовлетворена. Суд также вернул дело на новое рассмотрение.
16 октября 2015 года стало известно, что Евгений Витишко подал очередное заявление об условно-досрочном освобождении в Кирсановский районный суд Тамбовской области, и УФСИН региона впервые поддержало ходатайство осуждённого об УДО. Решение об освобождении эколога из-под стражи было принято 10 ноября, однако через 10 дней прокуратура оспорила решение суда, указав, что суд не определил, в какой области Витишко должен встать на учёт. Таким образом, освобождение эколога было отложено ещё на месяц.
22 декабря 2015 года Е. Витишко покинул территорию Тамбовской колонии-поселения № 2.
20 января 2016 года поставлен на учёт в Туапсинском филиале УФСИН России по Краснодарскому краю с обязательством носить электронный браслет.
По предписанию суда обязан жить в Туапсе до 18 февраля 2017 года.

## Общественный резонанс вокруг осуждения Витишко
Международные правозащитные и экологические организации (Amnesty International, Международная федерация за права человека, Bellona) неоднократно обращались к российским властям с требованием освобождения Евгения Витишко. Amnesty International признала его «узником совести». Обеспокоенность осуждением и заключением Витишко в колонию высказало также Управление Верховного комиссара ООН по правам человека. Оно отметило Архивная копия от 1 октября 2015 на Wayback Machine наличие подозрения, что преследование Витишко связано с его экологической деятельностью, в частности с подготовкой им заключения об ущербе, нанесённом природной среде Северного Кавказа нарушениями при строительстве спортивных объектов к зимней Олимпиаде 2014 года.
Российская феминистская панк-группа Pussy Riot в своей песне «Путин научит тебя любить Родину», исполненной на Олимпийских играх в Сочи в феврале 2014, посвятили несколько строчек политзаключённому Евгению Витишко: «В петле конституция, на зоне Витишко, стабильность, пайка, забор, вышка».
14 мая 2015 года около 150 российских и зарубежных некоммерческих природоохранных и правозащитных организаций направили в Генеральную прокуратуру РФ и Федеральную службу исполнения наказаний РФ официальное обращение Архивная копия от 28 мая 2015 на Wayback Machine с требованиями принять меры для немедленного освобождения Евгения Витишко и прекращения оказания давления на него со стороны работников колонии.